# Lissonota tacnaensis
Lissonota tacnaensis är en stekelart som först beskrevs av Juan Brèthes 1916.  Lissonota tacnaensis ingår i släktet Lissonota och familjen brokparasitsteklar. Inga underarter finns listade i Catalogue of Life.